# Mesorregión del Sudeste Paranaense
La mesorregión do Sudeste Paranaense es una de las diez mesorregiones del estado brasileño del Paraná. Es formada por la unión de 21 municipios agrupados en cuatro microrregiones.

## Microrregiones
- Irati
- Prudentópolis
- São Mateus do Sul
- União da Vitória

- Datos: Q2556510